# Африканский квартал

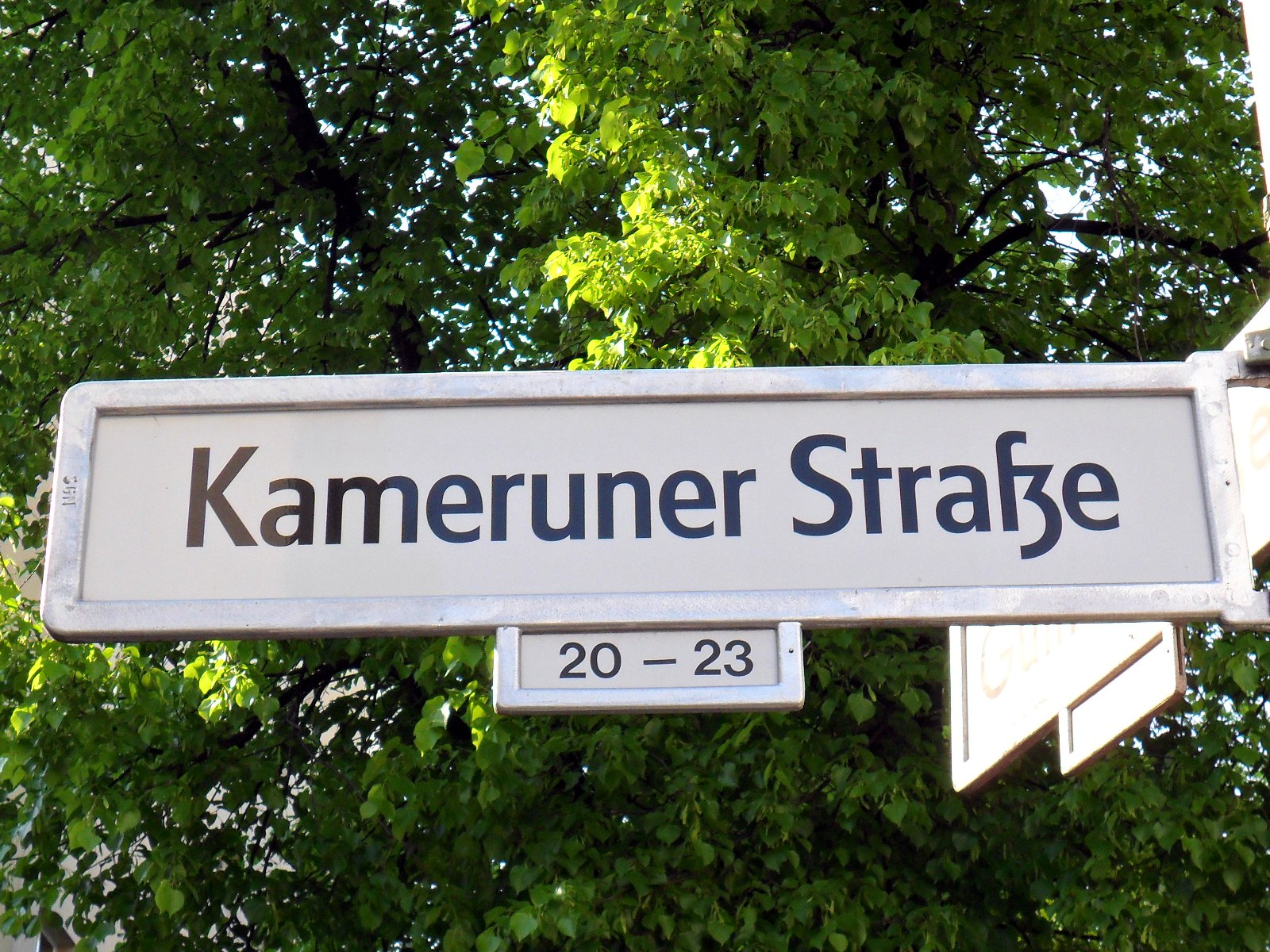
Указатель Камерунской улицы в Африканском квартале

Африканский квартал (нем. Afrikanisches Viertel) — местность в берлинском районе Веддинг в округе Митте. Его границы образуют улицы Мюллерштрассе и Зеештрассе, Народный парк Реберге и граница с административным округом Райниккендорф. Улицы квартала носят названия, связанные с Африкой, или напоминают о её немецких исследователях: Африканише штрассе, Дамараштрассе, Дуалаштрассе, Ганаштрассе, Гвинеяштрассе, Камерунер штрассе, Конгоштрассе, Людерицштрассе (в честь основателя немецкой колонии Германская Юго-Западная Африка Адольфа Людерица), Могазиштрассе, Отавиштрассе, Петерсаллее, Замбезиштрассе, Занзибарштрассе, Сенегалштрассе, Свакопмундерштрассе, Тангаштрассе, Тогоштрассе, Трансваалштрассе, Угандаштрассе, Узамбараштрассе, Виндхукер штрассе, а также площадь Нахтигальплац (в честь Густава Нахтигаля).
До Первой мировой войны владелец гамбургского зоопарка Карл Хагенбек планировал устроить в современном Народном парке Реберге зоопарк, где были бы представлены животные из африканских колоний Германии. Эти планы нарушила Первая мировая война, однако названия берлинским улицам в районе уже были даны. Они сохранились до настоящего времени и подвергаются критике со стороны общественности как наследие колониального прошлого Германии. С конца 1990-х годов в этих кварталах стали селиться выходцы из африканских стран, преимущественно из Ганы, Камеруна и Нигерии. Так, в последние годы в Африканском квартале было официально зарегистрировано около 1000 жителей, имеющих гражданство стран Африки, а общее количество африканцев в Африканском квартале достигло 2500 человек.
Африканский квартал с его коттеджной архитектурой выгодно отличается от остального, в прошлом рабочего района Веддинг. Жилые посёлки Африканского квартала были построены в 1920—1930-е годы, четыре дома между улицами Замбезиштрассе и Зеештрассе возведены по проектам Людвига Миса ван дер Роэ.